# التصاق (ریاضیات)
در هندسه، مفهوم التصاق یا هم‌بَندِش (به انگلیسی: Connection)، ایده انتقال داده‌ها در طول یک خم یا خانواده‌ای از خم‌ها را به روش موازی مستدل و دقیق می نماید. در هندسه مدرن، براساس این که چه داده‌هایی را قرار است منتقل کنند، انواع متنوعی از التصاقات وجود دارند که ابزاری برای انتقال موازی بردارهای مماس روی منیفلدها از یک نقطه به نقطه‌ای دیگر در طول یک خم را فراهم می‌آورند. 

## ارجاعات
- مشارکت‌کنندگان ویکی‌پدیا. «Connection (Mathematics)». در دانشنامهٔ ویکی‌پدیای انگلیسی، بازبینی‌شده در ۸ مهٔ ۲۰۲۱.

## همچنین ببینید
- التصاق لوی-چیویتا

## پیوندهای بیرونی
- Connections at the Manifold Atlas